# HD209664
HD209664 — хімічно пекулярна зоря спектрального класу
B9 й має видиму зоряну величину в смузі V приблизно  8,8.

## Пекулярний хімічний склад
Зоряна атмосфера HD209664 має підвищений вміст 
Si
.

## Магнітне поле
Спектр даної зорі вказує на наявність магнітного поля у її зоряній атмосфері.
Напруженість повздовжної компоненти поля оціненої з аналізу
крил ліній Бальмера
становить 1206,0± 709,0 Гаус.